# ISO 14000
ISO 14000 er en familie af standarder, der er relateret til miljøstyring, der eksisterer for at hjælpe organisationer med at minimere deres påvirkning på miljøet (f.eks. uønskede ændringer i luft, vand eller jord), at efterleve love, reguleringer og andre miljømæssige krav og fortsat forbedre disse område.
ISO 14000 minder om ISO 9000 kvalitetsstyring idet begge relaterer sig til processen, hvormed et produkt bliver fremstillet i stedet for produktet selv. Som med ISO 9001 bliver certificering udført af tredjepartsorganisationer i stedet for ISO selv. ISO 19011 og ISO 17021 audit standarder gælder når audits bliver udført.
Kravene til ISO 14001 er en integreret del af EU's Eco-Management and Audit Scheme (EMAS). EMAS's struktur og materialer er mere krævende, særligt i forhold til forbedringer, juridiske regler og afrapportering. Den nuværende version af ISO 14001 er ISO 14001:2015, der blev udgivet i september 2015.